# فول هاوس (مجموعه تلویزیونی ارمنستانی)
فول هاوس (ارمنی: Ֆուլ Հաուս) مجموعه تلویزیونی کمدی موقعیت که توسط آرمن پتروسیان کارگردانی شده‌است؛ و از تاریخ ۴ اکتبر ۲۰۱۴ توسط Armenia TV به نمایش درآمده است.

## فصل‌ها
| فصل | قسمت‌ها | قسمت‌ها | تاریخ اصلی روی آنتن رفتن | تاریخ اصلی روی آنتن رفتن |
| فصل | قسمت‌ها | قسمت‌ها | اولین بار                | آخرین بار                |
| --- | ------ | ------ | ------------------------ | ------------------------ |
| ۱   | ۲۷     | ۲۷     | ۴ اکتبر ۲۰۱۴             | ۳۱ دسامبر ۲۰۱۴           |
| ۲   | ۲۴     | ۲۴     | ۹ مارس ۲۰۱۵              | ۲۵ ژوئن ۲۰۱۵             |
| ۳   | ۳۳     | ۳۳     | ۱۴ سپتامبر ۲۰۱۵          | ۳۱ دسامبر ۲۰۱۵           |
| ۴   | ۲۴     | ۲۴     | ۱۴ مارس ۲۰۱۶             | ۱۶ ژوئن ۲۰۱۶             |
| ۵   | ۲۵     | ۲۵     | ۱۰ اکتبر ۲۰۱۶            | ۳۱ دسامبر ۲۰۱۶           |
| ۶   | ۲۴     | ۲۴     | ۱۳ مارس ۲۰۱۷             | ۳۱ مه ۲۰۱۷               |
| ۷   | ۲۵     | ۲۵     | ۸ اکتبر ۲۰۱۷             | ۳۱ دسامبر ۲۰۱۷           |

### هنرپیشگان اصلی
| شخصیت                | بازیگر           | فصل‌ها | فصل‌ها | فصل‌ها | فصل‌ها | فصل‌ها | فصل‌ها | فصل‌ها |
| شخصیت                | بازیگر           | ۱     | ۲     | ۳     | ۴     | ۵     | ۶     | ۷     |
| -------------------- | ---------------- | ----- | ----- | ----- | ----- | ----- | ----- | ----- |
| آرسن گریگوریان       | میهران تساروکیان | اصلی  | اصلی  | اصلی  | اصلی  | اصلی  | اصلی  | اصلی  |
| لیکا گابریلیان       | آرپی گابریلیان   | اصلی  | اصلی  | اصلی  | اصلی  | اصلی  | اصلی  | اصلی  |
| فلیکس هاکوبیان       | گور هاکوبیان     | اصلی  | اصلی  | اصلی  | اصلی  | اصلی  | اصلی  | اصلی  |
| تاتو یرانیان         | آنی یرانیان      | اصلی  | اصلی  | اصلی  | اصلی  | اصلی  | اصلی  | اصلی  |
| موشق "موشو" دانیلیان | گریگور دانیلیان  | اصلی  | اصلی  | اصلی  | اصلی  | اصلی  | اصلی  | اصلی  |
| تامارا آوتیسیان      | مارجان آوتیسیان  | اصلی  | اصلی  | اصلی  | اصلی  | اصلی  | اصلی  | اصلی  |